# František Hadviger
František Hadviger (* 13. července 1976) je bývalý slovenský fotbalista, záložník.

## Fotbalová kariéra
Hrál za Spartak Trnava, FC Svit Zlín, FK Jelšava, Tatran Prešov, FK Dubnica, FC Volgar-Gazprom, FC Rimavská Sobota a DAC Dunajská Streda. V české lize nastoupil ve 2 utkáních, ve slovenské lize ve 125 utkáních a dal 4 góly. Za slovenskou reprezentaci nastoupil ve 4 utkáních.

## Ligová bilance
| Ročník                          | Zápasy | Góly | Klub               |
| ------------------------------- | ------ | ---- | ------------------ |
| Corgoň liga 1993/94             | 13     | 1    | Spartak Trnava     |
| 1. česká fotbalová liga 1994/95 | 2      | 0    | FC Svit Zlín       |
| Corgoň liga 1996/97             | 1      | 0    | Spartak Trnava     |
| Corgoň liga 1997/98             | 14     | 0    | Spartak Trnava     |
| Corgoň liga 1998/99             | 11     | 0    | Tatran Prešov      |
| Corgoň liga 1999/00             | 28     | 0    | FK Dubnica         |
| Corgoň liga 2000/01             | 30     | 1    | Spartak Trnava     |
| Corgoň liga 2004/05             | 28     | 2    | FC Rimavská Sobota |
| CELKEM                          | 127    | 4    |                    |